# Cesta na Bokalce, Ljubljana
Cesta na Bokalce je ena izmed cest v Ljubljani.

## Urbanizem
Cesta je večkraka cesta, pri čemer kraki izhajajo iz krožišča:
- zahodni krak se navezuje na Grič,
- južni krak se navezuje na Cesto na Vrhovce,
- vzhodni krak se navezuje na Cesto na Vrhovce in
- severni krak se navezuje na avtocestni priključek LJ-Brdo.

Na vzhodni krak se (od zahoda proti vzhodu) povezujejo: Vregova, Dobrajčeva, Škofova, Kolajbova, Stantetova in Vrhovci, cesta X.
Ob cesti se nahajajo: 
- Osnovna šola Vrhovci,
- Dom starejših občanov Ljubljana Vič-Rudnik
- Lesnina ...

## Javni potniški promet
Po Cesti na Bokalce poteka trasa trasa mestne avtobusne linije št. 14. Na cesti sta dve postajališči in eno obračališče mestnega potniškega prometa.

### Postajališča MPP
| postajališče                 | št. linije |
| ---------------------------- | ---------- |
| 704041 Bokalce (obračališče) | 14         |
| 704023 Brdo                  | 14         |
| 704031 Vrhovci               | 14         |

| postajališče   | št. linije |
| -------------- | ---------- |
| 704032 Vrhovci | 14         |
| 704026 Brdo    | 14         |